# Starmus - Sonic Universe
Starmus - Sonic Universe è un album dal vivo del gruppo musicale tedesco Tangerine Dream e del chitarrista britannico Brian May, pubblicato il 25 aprile 2013 dalla Eastgate.

## Descrizione
Il disco è stato registrato il 24 giugno 2011 presso il Magma Arte & Congresos Concert Hall di Tenerife in occasione dello Starmus Festival 2011.
Seppure l'album nelle note di copertina è accreditato a entrambi gli artisti, May appare soltanto in quattro brani. I primi due sono gli inediti Supernova (Real Star Sounds) e Sally's Garden, composti appositamente per il concerto, mentre gli altri due sono Last Horizon (tratto dall'album di May Back to the Light) e We Will Rock You dei Queen (gruppo di cui May ha fatto parte), per l'occasione proposti in una versione riarrangiata insieme al gruppo tedesco.

## Tracce
Testi e musiche dei Tangrine Dream, eccetto dove indicato.
CD 1
1. Supernova (Real Star Sounds) (musica: Scritto da Brian May, Edgar Froese, Garik Israelian)
2. Last Horizon (musica: Brian May, arrangiata dai Tangerine Dream)
3. Marmontel Riding on a Clef
4. Trauma
5. Nothing and All
6. Nutshell Awakening
7. Shining Ray
8. Beauty of Magic Antagonism
9. Novice
10. One Night in Space

CD 2
1. Calymba Caly
2. Omniscience
3. Janus Parade
4. Loved By the Sun (musica: Scritto da C. Franke, E. Froese, J. Schmoelling)
5. Fire On The Mountain
6. Darkness Veiling The Night
7. Living In Eternity
8. Bells of Accra
9. Sally's Garden (musica: Brano tradizionale irlandese, arrangiato da  Brian May, Edgar Froese, Linda Spa)
10. We Will Rock You (Extended) (musica: Scritto da Brian May, arrangiato dai Tangerine Dream)
11. Tenderness (Russian Song) (musica: Pakhmutova, Dobronravov, Grebennikov, voce di Iris Camaa)
12. Mr Alexey Leonov's Speech

## Formazione
- Edgar Froese: tastiere, sintetizzatori, chitarra
- Thorsten Quaeschning: tastiere, sintetizzatori
- Iris Camaa: percussioni, V-Drums, voce nel brano Tenderness
- Linda Spa: sax, flauto, tastiere
- Bernhard Beibl: chitarre
- Hoshiko Yamane: violino, violoncello
- Brian May: chitarra nei brani Supernova (Real Star Sounds), Last Horizon, Sally's Garden e We Will Rock You